# Oskari Koivula
Johan Oskar Koivula, död 1918 i Lahtis, var en finsk skogsförvaltare som under inbördeskriget 1918 tjänade som chef för Hyvinge röda garde. Under slaget vid Hyvinge den 19 till 21 april ledde han försvaret av samhället  tillsammans med Topias Harju, som kom från Viiala.

## Aktiviteter i inbördeskriget
Det röda gardet i Hyvinge organiserades i början av inbördeskriget, den 27 januari 1918, då Koivula valdes till dess befälhavare. Han fick hjälp av August Pihlajisto (1882–1918), en arbetare från Loppis. Under februari och mars deltog Koivula som bataljonsledare i strider på Satakunda- och Tavastlandsfronterna, inklusive Lavia. Efter att ha återvänt till Hyvinge den 18 april började han organisera försvaret mot den tyska Östersjödivisionen som hade erövrat Helsingfors några dagar tidigare. Koivula frågade Röda gardets högkvarter som hade flytt till Viborg om man skulle försvara Hyvinge eller retirera därifrån. Enligt honom var någon överlåtelse inte aktuell. Stabens svar är okänt, men Koivula ledde de röda trupperna med Harju under en tre dagars försvarsstrid. Det finns ingen exakt information om Koivulas aktiviteter i slaget, men han ledde troligen de röda som försvarade järnvägsstationen, medan Harju ansvarade för Hästhagen.
Efter striderna drog de röda sig tillbaka genom Riihimäki mot Lahtis. Några av Hyvingemännen, som Lauri Kara, lyckades fly till Sovjetryssland, men Koivulas öde är oklart. Det anses möjligt att han dog i Lahtis mellan april och maj. Emellertid kan hans namn hittas i listan över eftersökta rödgardister som publicerades 29 maj 1918 av  generalstabens underrättelseavdelning.
Koivulankatu (sv. Koivulaggatan) i Hyvinges Nummenkärki-distrikt är uppkallad efter Oskari Koivula.